# Leptopetalum kanehirae
Leptopetalum kanehirae är en måreväxtart som beskrevs av Sumihiko Hatusima. Leptopetalum kanehirae ingår i släktet Leptopetalum och familjen måreväxter. Inga underarter finns listade i Catalogue of Life.